# 哈利·瓦爾登

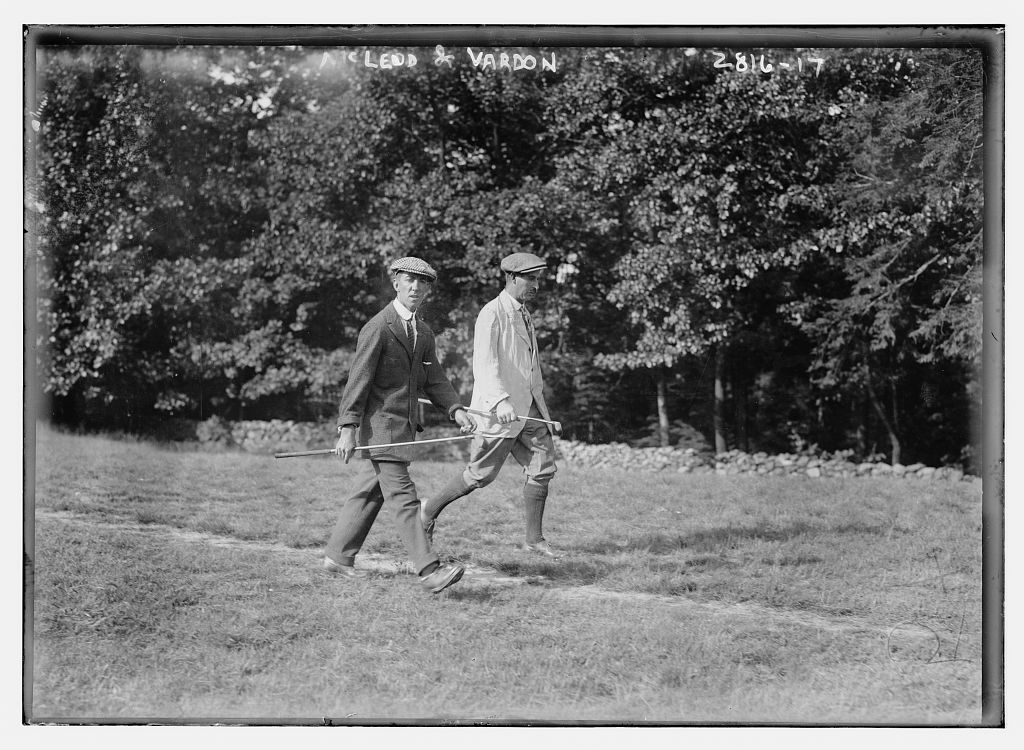
弗雷德·麥克勞德和哈利·瓦爾登於1913年美國公開賽

哈利·瓦爾登（英語：Henry William "Harry" Vardon，1870年5月9日—1937年3月20日），澤西出身的職業高爾夫球手，偉大的三巨頭之一，與J·H·泰勒及詹姆斯·布列德齊名。瓦爾登曾經贏過6次英國高爾夫公開賽和1900年度的美國高爾夫公開賽。

## 瓦爾登握桿法
瓦爾登握桿法又稱重叠握杆法，將尾隨手的尾指放在另一隻手的食指和中指指隙之上，有別於尾指鉤著食指的做法。此握桿法其實由蘇格蘭業餘球手約翰尼·萊德萊發明。

## 圖片集

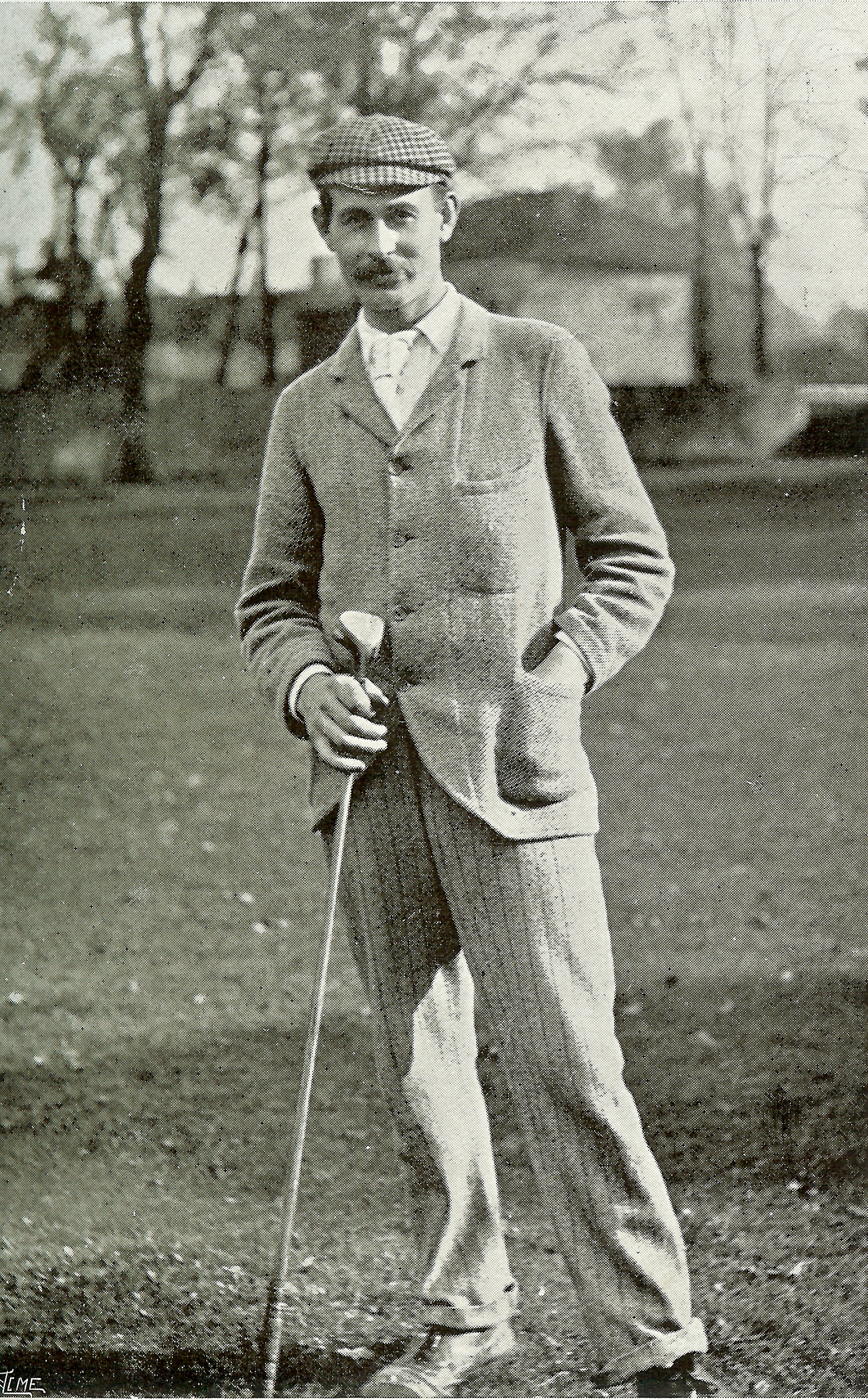
哈利·瓦爾登（1899年攝）
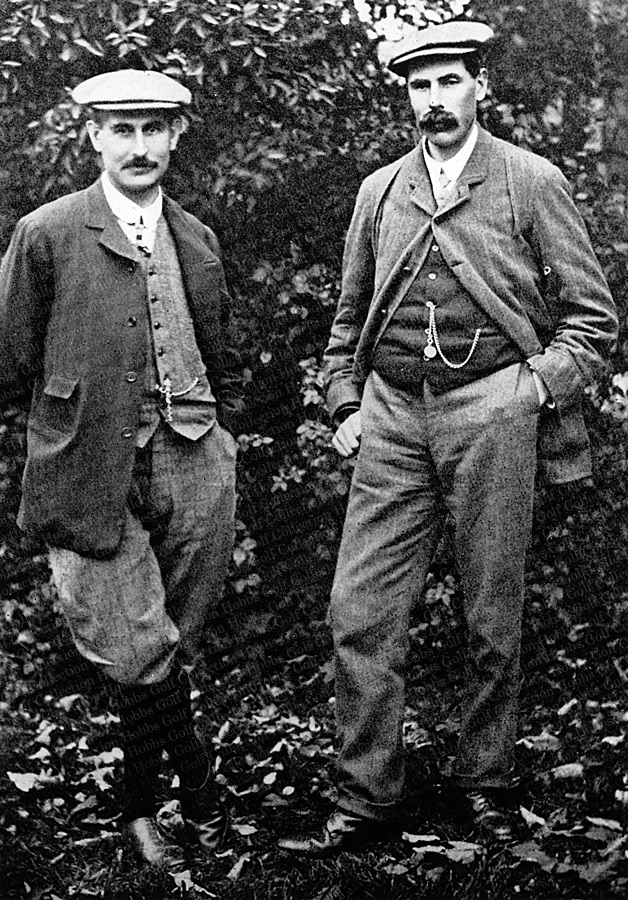
哈利·瓦爾登和弗雷德·麥克勞德
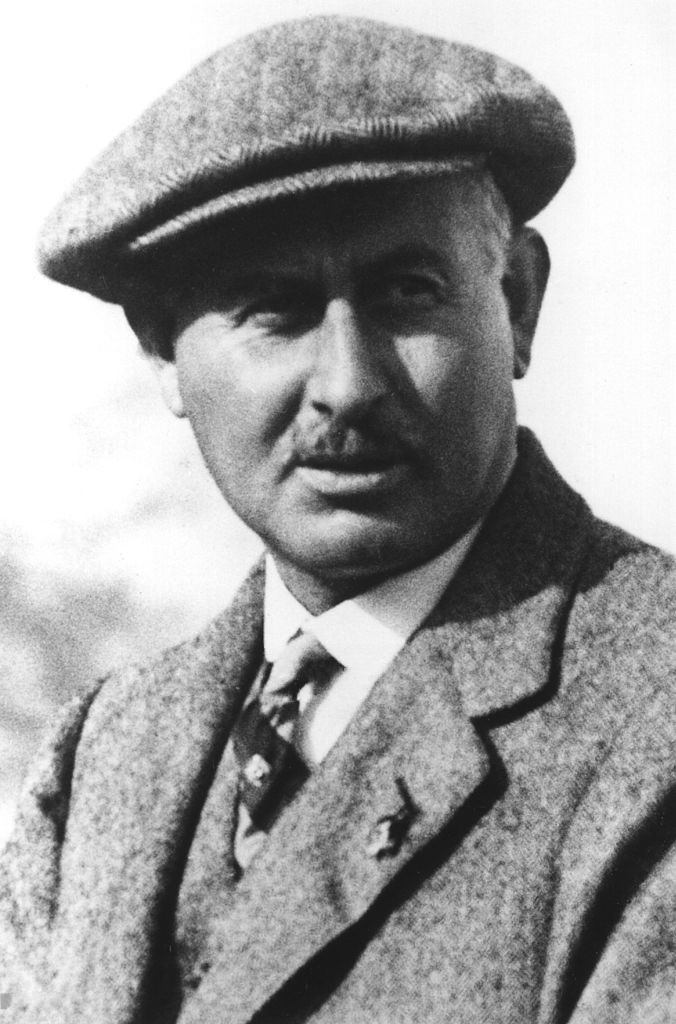
哈利·瓦爾登
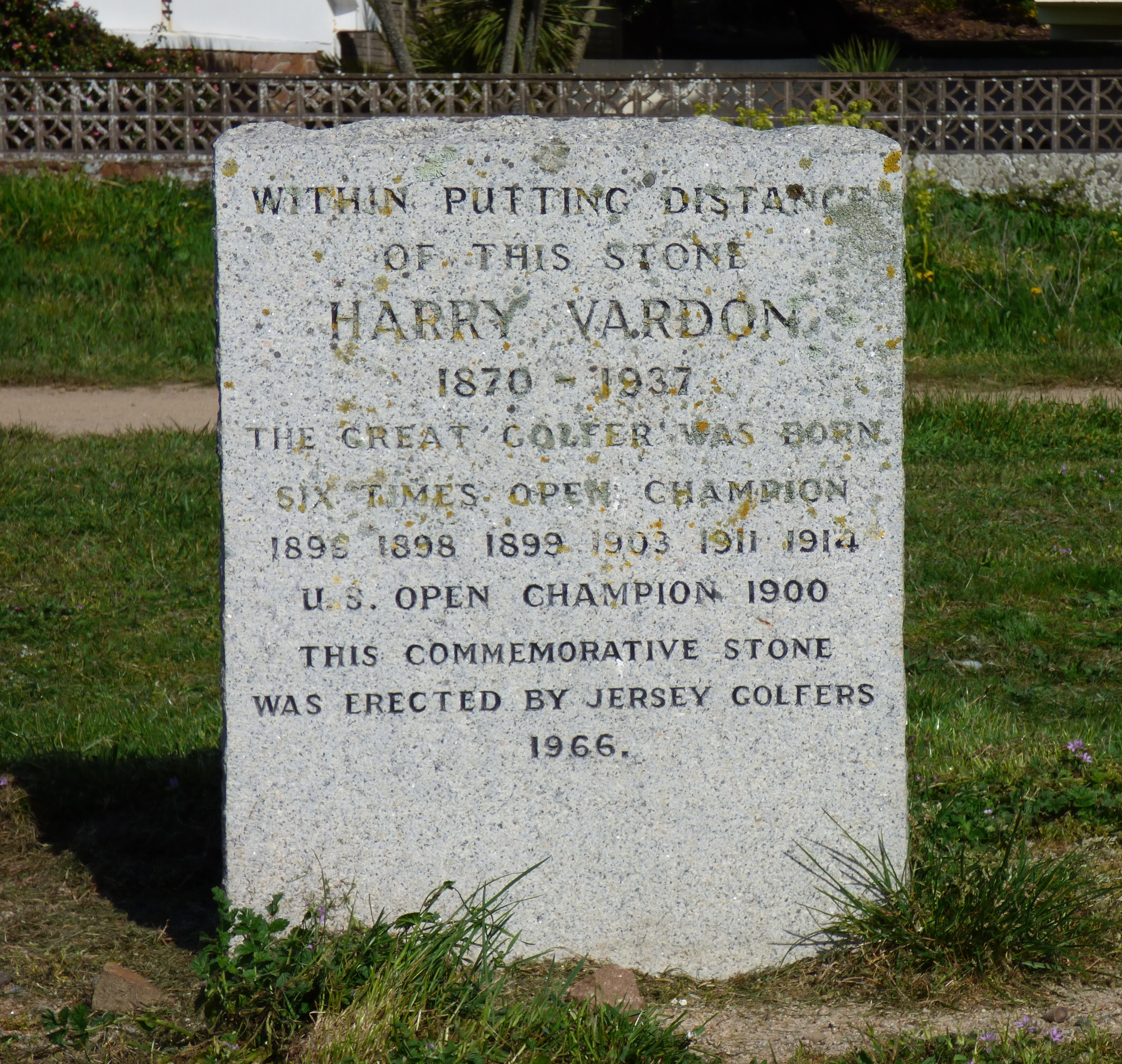
皇家澤西高爾夫俱樂部
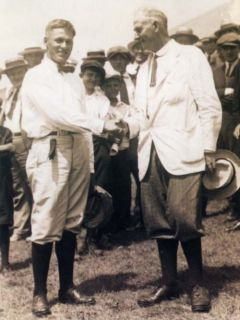
鮑比·瓊斯和哈利·瓦爾登（1920年美國公開賽）
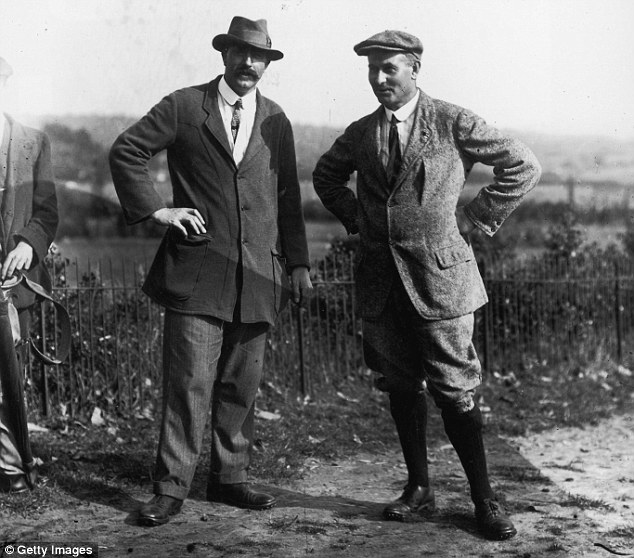
泰德·雷和哈利·瓦爾登（1920年攝）
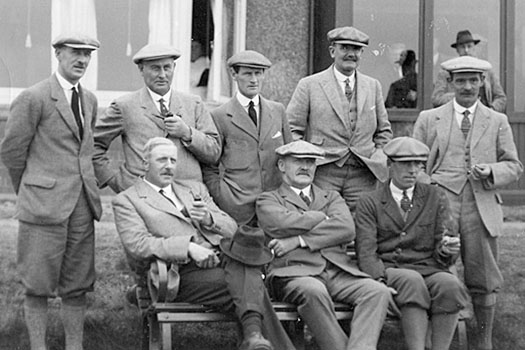
1921年英國隊（攝於格倫伊格爾斯（英语：Gleneagles (Scotland)））
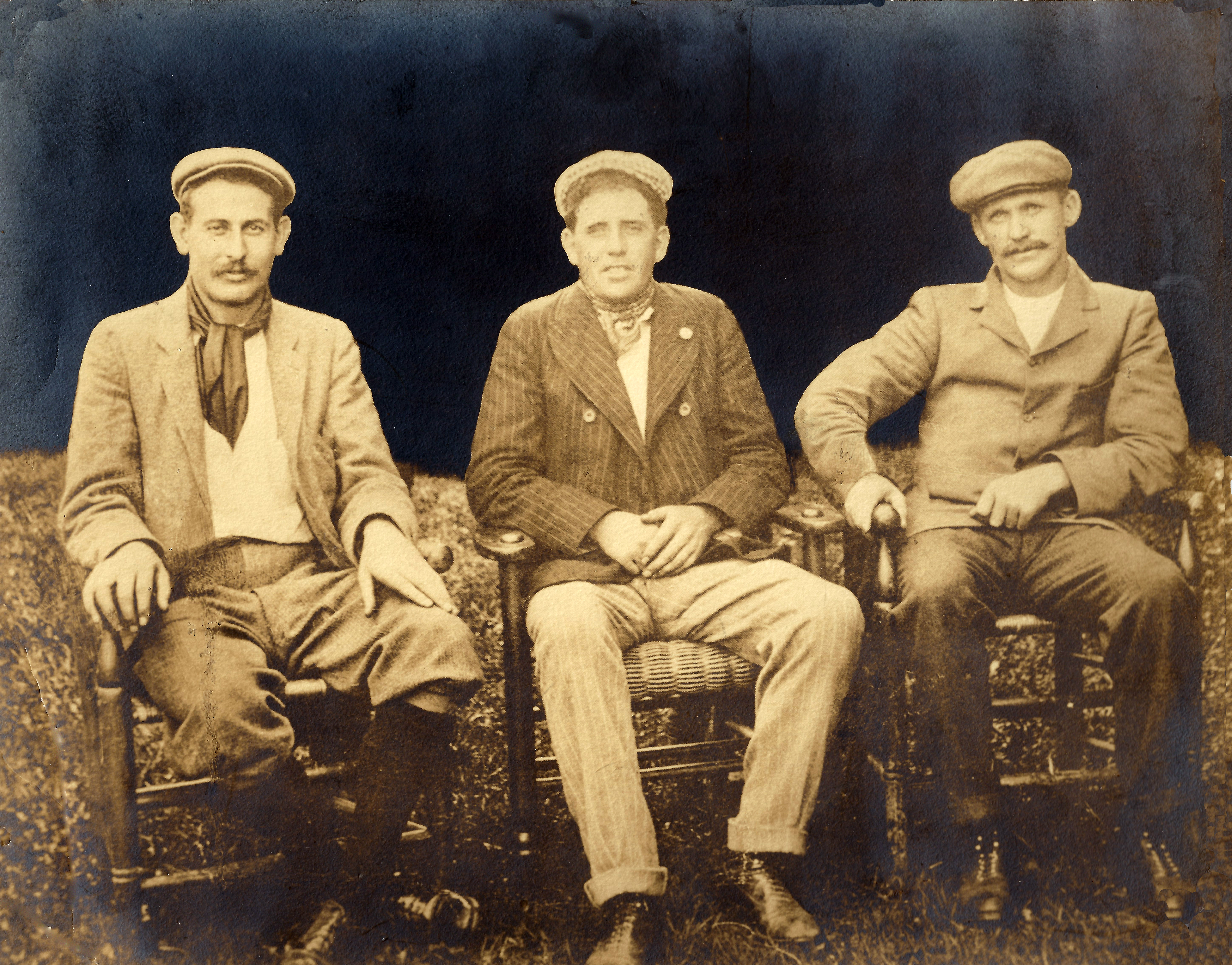
哈利·瓦爾登、威利·安德森和J·H·泰勒（1900年美國公開賽）
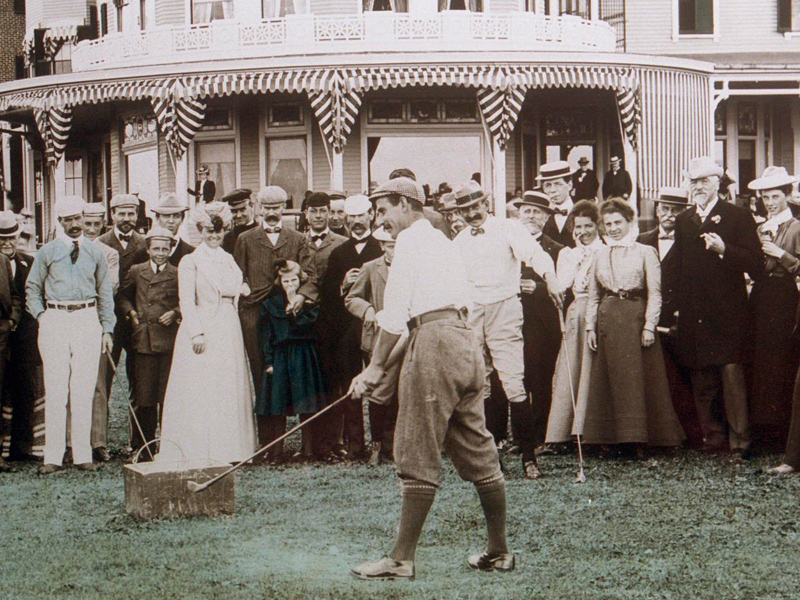
哈利·瓦爾登（1900年攝）

## 書目
- The Complete Golfer (1905)
- How to Play Golf (1907)
- Success at Golf (1914)
- Golf Club Selection (1916)
- Progressive Golf (1920)
- The Gist of Golf (1922)
- My Golfing Life (1933)

## 外部連結
- Profile at golf legends
- World Golf Hall of Fame profile（页面存档备份，存于）
- SoHG resources on Vardon
- Vardon on Course Architecture
- Bernard Darwin on the Style of Harry Vardon
- Harry Vardon的作品  - 古騰堡計劃
- 互联网档案馆中哈利·瓦爾登的作品或与之相关的作品
- 在Find a Grave上的哈利·瓦爾登
- Home of the Vardon Grip（页面存档备份，存于）